# Bleek steenschubje
Bleek steenschubje (Silobia rufescens) is een korstmos uit de familie Acarosporaceae. Vrij zeldzame soort op allerlei zuur gesteente op zonnige tot halfbeschaduwde standplaatsen, o.a. basalt en graniet op kerkhoven en dijken, en muren van baksteen en tufsteen. Het leeft in symbiose met een chlorococcoïde alg. Bleek steenschubje behoort tot het geslacht Silobia, dat gescheiden is van het geslacht Acarospora vanwege zijn ontluikende apotheciën met alleen zijdelings excipel.

## Determinatie
Bleek steenschubje is korstvormig korstmos met een geareoleerd, donkergroen tot donkerbruin thallus. Apotheciën zijn zichtbaar als kleine putjes in de areolen. De apotheciën zijn 0,2 tot 0,4 mm breed en er is meestal één apothecium per tepelhof. De apotheciën maken deel uit van een paratheciale ring met een platte schijf in het midden. Het parathecium is 25–40 um breed en heeft de neiging zich rond de platte schijf in het midden te vormen met een zwartachtige kleur.
De cortex (schorslaag) is 30 tot 40 um dik met hyfen die zich verdelen in kleine cellen die meestal 2 um breed zijn. De onderste laag van de cortex is doorschijnend, terwijl de bovenste laag donker is en 10-20 um dik. De algenlaag van S. rufescens is 80–100 um dik met de algencellen verspreid onder het apothecium.
Er zijn meer dan 100 ascosporen per ascus en er zijn geen pycnidiën waargenomen.
Het heeft geen kenmerkende kleurreacties. 

### Gelijkende taxa
Bleek steenschubje is anatomisch vergelijkbaar met de soort Acarospora fusca, en ze worden vaak verward. Er zijn een paar kleine verschillen tussen de twee soorten die helpen om ze uit elkaar te houden:
- Thallus:
A. fusca heeft een diffuse thallus met kleine areolen, terwijl S. rufescens een aangrenzende thallus heeft.
- Apotheciën:
Van S. rufescens worden deze omgeven door een verhoogde zwarte paratheciale ring. A. fusca daarentegen heeft, wanneer het een paratheciale ring heeft, dezelfde kleur als de thallus.
- Kleurreacties:
A. fuscata reageert C+ en S. rufescens niet.

## Verspreiding
Bleek steenschubje komt met name voor in Europa. Sporadisch wordt het ook hierbuiten aangetroffen. In Nederland komt het vrij algemeen voor. Het staat niet op Nederlandse Rode Lijst en is niet bedreigd..

## Taxonomie
Bleek steenschubje werd voor het eerst ontdekt en oorspronkelijk beschreven als Sagedia rufescens in 1810 door Turner, daarna als Acarospora rufescens door Kremp in 1861, en ten slotte als Lecanora rufescens in 1872 door Flora. Vele jaren later, in 2011, werd de soort voor het eerst geïdentificeerd als Silobia rufescens door Westberg en Wedin en als Trimmatothelopsis rufescens door Roux en Nav. Uiteindelijk werd de soort in 2012 geïdentificeerd als Myriospora rufescens door Knudsen en Arcadia. Thans staat de soort echter weer bekend als Silobia rufescens.